# Route nationale 49
Die Route nationale 49, kurz N 49 oder RN 49, ist eine französische Nationalstraße, die 1824 zwischen Jenlain und der belgischen Grenze bei Beaumont festgelegt wurde. Sie geht auf die Route impériale 52 zurück. Die Länge betrug 45,5 Kilometer. 1843 wurde eine weitere Straße als N49 ausgezeichnet. Diese verbindet die heutige belgische Nationalstraße 40 über französisches Gebiet bei Givet miteinander. Diese Führung geht ebenso auf die Route impériale 52 zurück. Die Länge stieg um 7 Kilometer. 1973 erhielt die N49 eine Verlängerung nach Lille, sowie eine neue Führung zur belgischen Grenze bei Jeumont. Außerdem wurde der Abschnitt zwischen der belgischen Grenze durch Givet abgestuft. Dazu wurde die N45 bis Raismes, von dort über die N353B, N353A und N353 bis Seclin und dann weiter über die N25 bis Lille in N49 umgenummert:
- N 25 Lille – Seclin
- N 353 Seclin – Nouveau Jeu
- N 353A Nouveau Jeu – Hanson
- N 353B Hanson – Raismes
- N 45 Raismes – Valenciennes
- unterbrochen durch N 45
- N 49 Jenlain – Maubeuge
- N 359 Maubeuge – belgische Grenze

Diese neue Führung wurde nach und nach zu einer Schnellstraße ausgebaut. 1982 wurde sie wieder bis Valenciennes verkürzt, da die Schnellstraße zwischen Valenciennes und Orchies in die A23 integriert wurde. 2006 erfolgte die komplette Abstufung der N49.

## N 49a
Die Route nationale 49A, kurz N 49A oder RN 49A, war von 1933 bis 1973 ein Seitenast der N49 innerhalb von Maubeuge, der diese westlich der Innenstadt mit der N2 verband. Sie trägt heute die Nummer D902.

## N 2049
Die Route nationale 2049, kurz N 2049 oder RN 2049, entstand ab 1990 aus der alten Trasse der N49, als diese auf eine parallele Schnellstraße verlegt wurde. Sie wurde 2006 zur D2649 abgestuft.